# Orthotrichum calvum
Orthotrichum calvum är en bladmossart som beskrevs av J. D. Hooker och William M. Wilson 1854. Orthotrichum calvum ingår i släktet hättemossor, och familjen Orthotrichaceae. Inga underarter finns listade i Catalogue of Life.